# Adéle af Champagne
Adéle af Champagne (fransk: Adèle; ca. 1140 - 4. juni 1206), også kendt som Adelheid, Alix og Adela af Blois, var dronning af Frankrig som Ludvig 7.'s tredje hustru. Hun var det tredje barn og første datter af Theobald 2., greve af Champagne og Matilde af Kärnten, og havde ni brødre og søstre. Hun blev opkaldt efter sin far bedstemor Adela af Normandiet, datter af Vilhelm Erobreren. Hun var regent i Frankrig fra 1190-1191, mens hendes søn Filip 2. August deltog i Det tredje korstog.

## Liv
Da Ludvig 7.s anden hustru, Konstance af Kastilien, døde i barselssengen i 1160, brød han sammen og blev overbevist om, at han også ville døde ung, samt frygtede, at landet ville blive ramt af kaos, da han ikke havde nogen mandlig arving. Da han var desperat efter at få en søn, giftede Kong Ludvig sig med den 20-årige Adéle af Champagne bare fem uger senere den 13. november 1160. Adéles kroning blev afholdt samme dag. Hun kom til at føde Ludvig 7.s eneste mandlige arving, Filip 2. August af Frankrig og den byzantinske kejserinde Agnes.

### Dronning
Ægteskabet mellem Adéle og Ludvig 7. tjente som en fredsaftale mellem en af Kong Ludvigs mest oprørske vasaller, Theobald 2., greve af Champagne, som var en utrolig magtfuld feudal herre i Frankrig. Ægteskabet var en måde at sikre fred mellem kronen og Theobald. På tidspunktet for ægteskabet sørgede kongen over hans døde spanske hustru. Denne sorg var meget offentlig fra kongens side, men Adéle blev rost meget for at vinde hans hjerte "lidt efter lidt". Det tog fem år før Adéle fødte Ludvig 7-'s eneste søn, den fremtidige Filip August, også kaldet Filip “Dieu-Donne” eller “Gudgivne”, fordi hans fødsel var længe ventet i et kongerige, der havde haft en lang ubrudt linje af ubestridte mandlige arvinger til tronen. Filips fødsel betød Huset Capets fortsatte styre i Frankrig.
Adéle var aktiv i det politiske liv i kongeriget sammen med hendes brødre Henrik 1., greve af Champagne, Theobald 5., greve af Blois og Vilhelm af de hvide hænder (fransk: Guillaume aux Blanches Mains). Henrik og Theobald blev gift med Ludvig 7.'s døtre fra hans første ægteskab med Eleanora af Aquitanien. Adéle og hendes brødre bevarede deres politiske magtbase hendes søns tronbestigelse i september 1180.

### Familie
Adéla var det tredje barn af ti børn, og mange af hendes søskende var ganske bemærkelsesværdige. Fire af hendes søstre blev gift med magtfulde ledere overalt i Europa. En af hendes søstre blev nonne på klostret i Fontevrault. Adéles ældste bror Henrik 1., greve af Champagne overtog familiens besiddelser ved sin fars død. Dette var overraskende på det tidspunkt, fordi familien havde andre mere velstående besiddelser, der var meget mere udviklede. Men det var under Henrik 1.'s styre, at Champagne opnåede status som et af de rigeste og stærkeste franske grevskaber.
Adéles ældre bror Theobald 5., greve af Blois arvede Blois landområderne af sin afdøde far. Han giftede sig med Sybil af Chateaurenault, og da hun døde blev han gennem sin hustrus arv herre over Chateaurenault. Han giftede sig derefter med Adéles stedatter. Han var ansvarlig for at lede den første blodsanklagelsesproces, som resulterede i, at 30-31 jøder blev brændt på bålet. Hendes yngre bror, Vilhelm af de hvide hænder, var en fransk kardinal. Han var biskop af Chartres, Ærkebiskop af Sens og Reims. Han var også den første stormand, der fik denne titel. Han kronede Adéles søn, Filip 2. August af Frankrig til medkonge i 1179 i Rheims. Adéles yngste bror var Stefan 1., greve af Sancerre, som fik de mindste af de besiddelser, der tilfaldt sønnerne ved deres fars død.

### Enkedronning
Adéle og hendes brødre følte deres position truet, da arvingen af Artois, Isabella af Hainaut, blev gift med Adéles søn Filip i april 1180. Adéle indgik en alliance med Hugo 3., hertug af Burgund og Filip 1., greve af Flandern og forsøgte endda at søge Kejser Frederik Barbarossas interesse. Krig brød ud i 1181, og forholdet blev så dårligt, at Filip forsøgte at blive skilt fra Isabella i 1184. Han indkaldte til et råd i Sens med det formål at forstøde hende. Ifølge Gislebert af Mons optrådte Isabella derefter barfodet og klædt som et skriftebarn i byens kirker for at få offentlighedens støtte, hvilket overbeviste Filip om at skifte mening. Han udviklede gradvist ægte respekt og kærlighed til Isabella og blev hårdt ramt af hendes tidlige død i marts 1190.
Filip udnævnte Adéle til regent i Frankrig flere måneder senere, før han forlod landet for at drage på Det tredje korstog. Hun vendte tilbage anonymiteten, da han var vendt tilbage i 1191, men deltog i grundlæggelsen af mange klostre.
Dronning Adéle døde den 4. juni 1206 i Paris og blev begravet i Pontigny klostrets kirke nær Auxerre. Efter at have hørt om hendes død, nægtede Filip angiveligt at tale med nogen i to dage derefter.